# Robbie Koenig
Robbie Koenig (n. 5 de julio de 1971 en Durban, Sudáfrica) es un exjugador de tenis sudafricano. Su actuación en sencillos fue escasa pero tuvo una buena performance en dobles, especialidad en la que conquistó 5 títulos en 11 finales.

## Títulos (5; 0+5)

### Dobles (5)
| Leyenda                |
| Grand Slam (0)         |
| Tennis Masters Cup (0) |
| ATP Masters Series (0) |
| ATP Tour (5)           |

| N.º | Fecha | Torneo      | Superficie    | Pareja           | Oponentes en la final          | Resultado        |
| --- | ----- | ----------- | ------------- | ---------------- | ------------------------------ | ---------------- |
| 1.  | 2002  | Kitzbühel   | Tierra batida | Thomas Shimada   | Lucas Arnold Ker Álex Corretja | 7-6(3), 6-4      |
| 2.  | 2002  | Taskent     | Dura          | David Adams      | Raemon Sluiter Martin Verkerk  | 6-2, 7-5         |
| 3.  | 2003  | Auckland    | Dura          | David Adams      | Tomáš Cibulec Leoš Friedl      | 7-6(5), 3-6, 6-3 |
| 4.  | 2003  | Long Island | Dura          | Martín Rodríguez | Martin Damm Cyril Suk          | 6-3, 7-6(4)      |
| 5.  | 2004  | Washington  | Dura          | Chris Haggard    | Travis Parrott Dmitry Tursunov | 7-6(3), 6-1      |